# Izabela Rose
Izabela Rose (* 17. Dezember 2006 in Atlanta, Georgia) ist eine US-amerikanische Schauspielerin, Model und Sängerin salvadorianischer, afrikanischer und italienischer Abstammung.

## Leben und Karriere
Izabela Rose begann bereits im Alter von drei Jahren zu modeln und nahm an lokalen Schönheitswettbewerben teil. Im Jahr 2016 trat sie erstmals in einem regionalen Werbespot auf, der auf ABC Family lief. 
Ihre erste Rolle erhielt sie 2017 in His Story, wo sie ein kleines Mädchen in einer Klasse verkörperte. Sie nahm weitere Film- und Fernsehangebote an und trat unter anderem in Young Adult, Upside-Down Magic – Magie steht Kopf und Das Geheimnis von Sulphur Springs auf.

## Filme und Fernsehen
- 2017: His Story
- 2017: Young Adult
- seit 2020: Upside-Down-Magic from Disney Channel (Fernsehprogramm)
- 2020: Upside-Down Magic – Magie steht Kopf[1] (Upside-Down Magic)
- 2020: Amazing Stories (Cameo-Auftritt)
- 2021: Das Geheimnis von Sulphur Springs (Secrets of Sulphur Springs) (Fernsehserie, 1 Staffel)
- 2022: The Curious Case of Dolphin Bay (Fernsehserie)

## Alben und Veröffentlichungen
- Almost There (Disney Princess Remixed) (mit Dara Reneé und Ruth Righi)
- Place for Us (mit Siena Agudong)

Quelle